# Alba Prades Dòria
Alba Prades Dòria (Barcelona, 8 de juliol de 1981) és una jugadora de tennis de taula catalana.
Es formà a l'ATT Premià i aconseguí diversos títols estatals en categories infantils i juvenils. A nivell absolut, competí amb el CT Ripollet, Centre Natació Mataró, Club Tennis Taula Bagà, Vic Tennis Taula, entre d'altres. Es proclamà campiona d'Espanya d'individual (2001) i dos de dobles (2001, amb Marta Ylla-Català, 2004, amb Jèssica Hernández). També aconseguí un Campionat de Catalunya de clubs amb el Vic TT (2006) i, a nivell estatal, una Lliga espanyola amb el CN Mataró la temporada 2003-04, juntament amb Xue Wu, Tetyana Sorochynska i Gàlia Dvorak. Internacional amb la selecció espanyola, participà en quatre Campionats del Món (1999, 2001, 2003, 2004) i tres d’Europa (2002, 2003, 2005).
Des de la temporada 2022-2023, juga en el Club Tennis Taula Cardedeu.